# Nematoctonus brevisporus
Nematoctonus brevisporus är en svampart som beskrevs av Thorn & G.L. Barron 1986. Nematoctonus brevisporus ingår i släktet Nematoctonus och familjen musslingar.   Inga underarter finns listade i Catalogue of Life.